# Alberdi (Ñeembucú)
Alberdi is een gemeente (in Paraguay un distrito genoemd), in het departement Ñeembucú. De gemeente, met 9400 inwoners, is gelegen aan de Paraguay rivier.
De naam is een hommage aan de Argentijnse schrijver Juan Bautista Alberdi.
De Argentijnse stad Formosa ligt aan de andere zijde van de grensrivier.

## Geboren
- Eladio Zárate (1942), Paraguayaans voetballer